# ボストンコモン
ボストン・コモン または ザ・コモン (英語: Boston Common, the Common)は、アメリカ合衆国マサチューセッツ州ボストン市中心部にある公園。「ボストン・コモンズ(Boston Commons )」は誤りである。1634年に創立された、アメリカ最古の都市公園である。トレモント、パーク、ビーコン、チャールズ、ボイルストンの各通りに囲まれ、面積は20haである。ザ・コモンの南からロクスバリーのフランクリン・パークまで広がる「エメラルド・ネックレス」の一部となっている。
ボイルストン・ストリート沿いにセントラル埋葬地があり、画家のギルバート・ステュアートや作曲家のウィリアム・ビリングスなどが埋葬されている。またアメリカの初期の詩人であるサミュエル・スプレグおよび息子のチャールズ・スプレグもここに埋葬されている。サミュエル・スプレグはボストン茶会事件に参加し、アメリカ独立戦争で戦った。
1977年、ボストン・ランドマーク委員会からボストン・ランドマークに認定された。

## 歴史

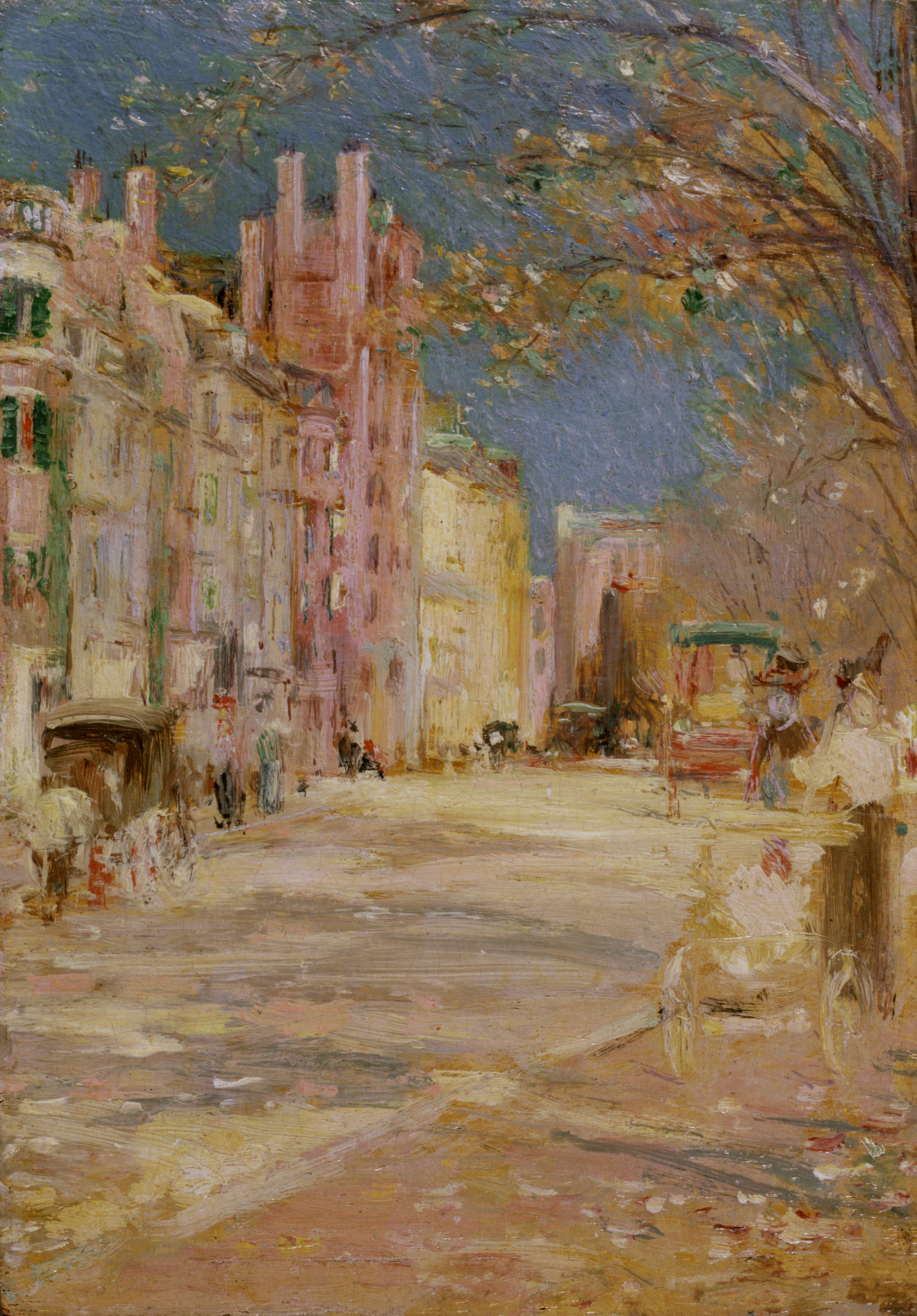
1898年-1899年、アフリカ系アメリカ人画家エドワード・ミッチェル・バニスターによるボストン・コモンとその前の通り

ザ・コモンの利用方法はその時代によって変わっている。もともとこの土地はボストンの最初のヨーロッパ系植民者であったウィリアム・ブラックストンが所有していたが、マサチューセッツ湾植民地を創立したピューリタンに買い上げられ共有地となった。1630年代、ボストンは小さな村に過ぎず、多くの家が家畜を保有していたため、牛の放牧地として利用されていたが、数年のうちに裕福な家族らがさらに牛を追加し、過放牧によりコモンズの悲劇の実例となってしまった。1646年以降は最大70頭の制限の下で放牧が行われたが、1830年にハリソン・グレイ・オーティス市長により全面禁止された。

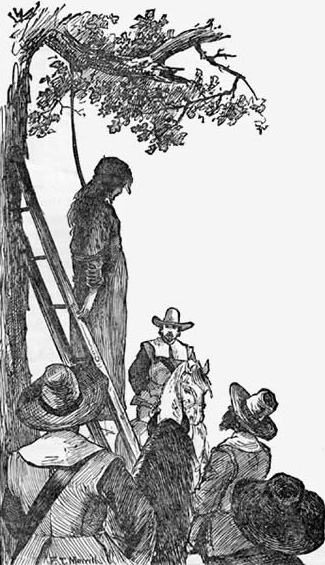
1656年6月19日、魔女狩りによりボストン・コモンで行われたアン・ヒビンズの処刑。1886年、F・T・メリル画

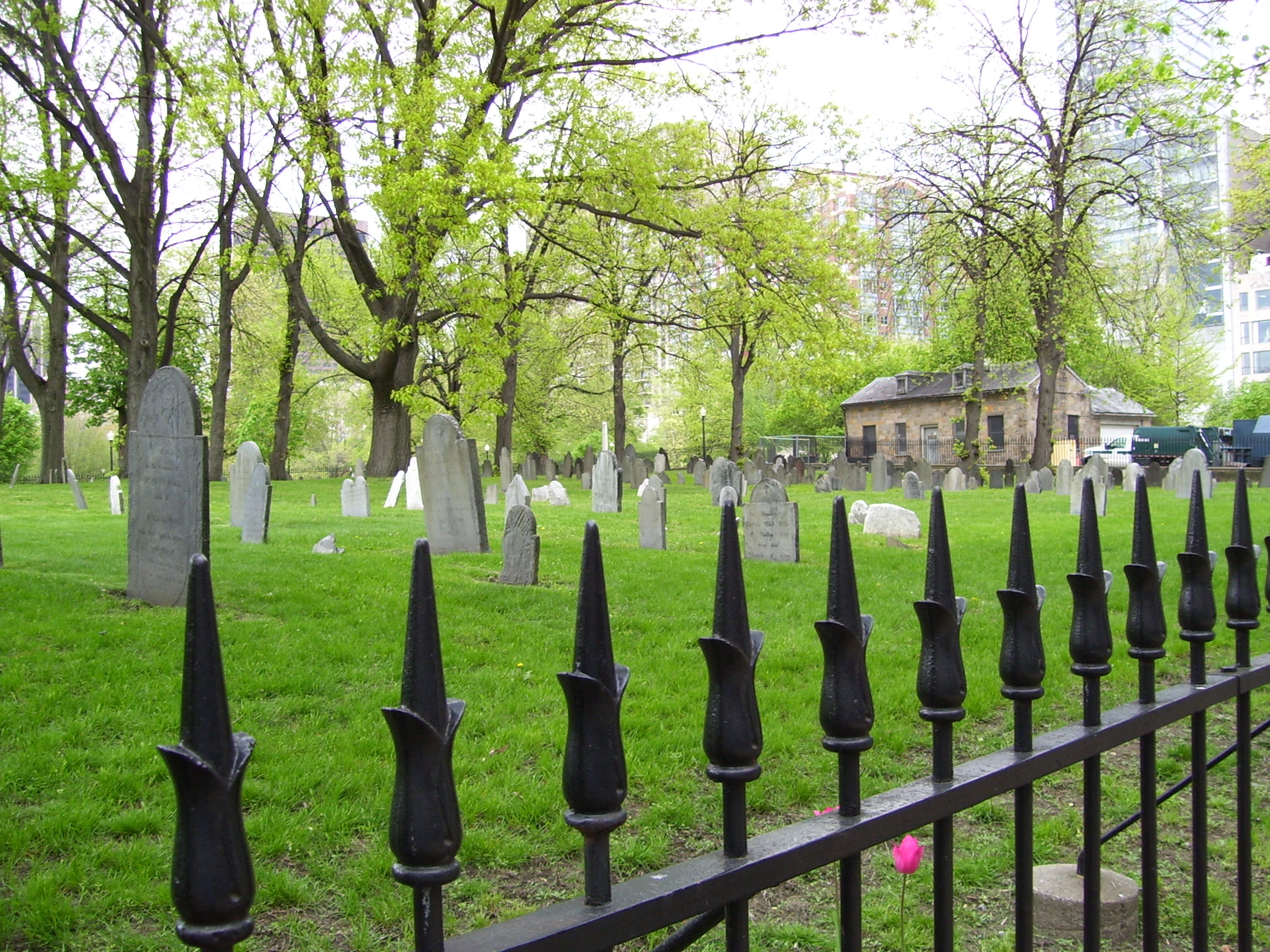
ボストン・コモンにあるセントラル埋葬地

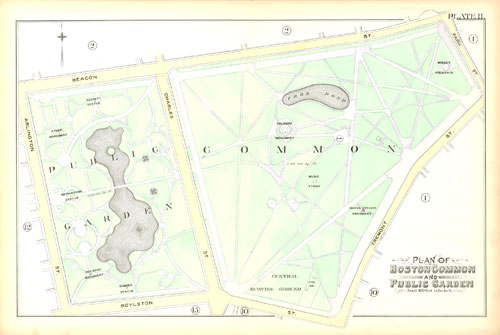
1890年のボストン・コモン（右）とパブリック・ガーデン（左）の地図

独立戦争まではイギリス軍のキャンプとして利用されていた。独立戦争の始まりであるレキシントン・コンコードの戦いは、ここから出発したイギリス兵によって火蓋が切られた。
公開処刑場としても使われた。当初はオークの巨木が使用され、1769年に絞首台に置き換えられたが、1817年に廃止された。1660年6月1日、クエーカーのメアリ・ダイアーが植民地でのクエーカー禁止法の度重なる無視によりピューリタンにここで絞首された。ダイアーはザ・コモンで処刑された「ボストン殉教者」と呼ばれるクエーカー4名のうちの1人であった。
1713年5月19日、約200名の市民が食糧不足を市に訴えるためザ・コモンで暴動を起こした。彼らはその後、高利益のためカリブ海地域に穀物を輸出していた裕福な商人アンドリュー・ベルシャーの船や倉庫を襲撃した。この暴動で副知事が銃で撃たれた。
1728年、ロンドンのセント・ジェイムズ庭園を真似たトレモント・モールなどの遊歩道ができ、1836年までに周囲の5辺に装飾用鉄柵が設置された。公園としての整備が1728年にまでさかのぼるため、ボストン・コモンを世界初の都市公園とする意見がある。ただしイングランドの初期の都市公園であるダービー森林公園(1840年)、サルフォードのピール・パーク(1846年)、バークンヘッド・パーク(1847年)を初の都市公園とする説もある。
1804年、境界のセントリー・ストリートは当時実際に呼ばれていたパーク・プレイス(現パーク・ストリート)と改名された。1830年までに牛の放牧が終わり、公園として使用されるようになったザ・コモンはワシントン・パークへと改名が提案された。
1837年、西側にボストン・パブリック・ガーデンが造られたが、境界となるチャールズ・ストリート側はコモン、ガーデン共に最も低い地帯であり、非公式ではあるがゴミ廃棄場として使用されていた。この地帯はガーデンの塩沼と共に湿気や臭気が強く歩きにくく、来訪者が近付かないようになっていたのである。コモン、ガーデンに一部接しているチャールズ・ストリートの勾配を変える計画が長らくあったが、コモン用に62,000立法ヤード(47,000m3)、重さ93,000ショートトン(84,000,000kg)、ガーデン用に9,000立法ヤード(6,900m3)、重さ14,000ショートトン(13,000,000kg)の土が必要であり、これらを運ぶ費用がかさむため中止になった。1895年夏、トレモント地下鉄トンネル掘削で出た大量の土を利用できることになり、勾配を変えることができた。
1965年初頭、ベトナム戦争に抗議するためザ・コモンに約100名の人々が集まった。1969年10月15日、2度目の抗議集会が開かれ、10万人もの人々が集まった。
今日では公園としてボストン市民や観光客に親しまれており、公式・非公式の様々な集まりに利用されている。コンサート、抗議集会、ソフトボール大会などが開かれるほか、冬季は園内のフロッグ池でアイススケートも楽しめる。また、この公園で演説を行った著名人には、マーティン・ルーサー・キング、ヨハネ・パウロ2世などがいる。1967年8月31日、ジュディ・ガーランドがザ・コモンでコンサートを行ない、10万人以上が詰めかけた。
1987年、アメリカ合衆国国定歴史建造物に認定された。ボストン・コモンは公立公園としてボストン公園局により管理されている。民間の支援団体フレンズ・オブ・パブリック・ガーデンが保全やイベントの資金を供給している。
2006年10月21日、ライフ・イズ・グッド・パンプキン・フェスティバルにおいて、30,128個のジャック・オー・ランタンに火を灯したとして世界記録になった。それまで2003年、ニューハンプシャー州キーンの28,952個が最高であった。
2007年8月27日、十代の若者2名が銃で撃たれた。銃撃のうち1発がマサチューセッツ州会議事堂に当たった。以降夜間外出禁止令が出され、市内のホームレスから抗議が起こった。

## 特徴

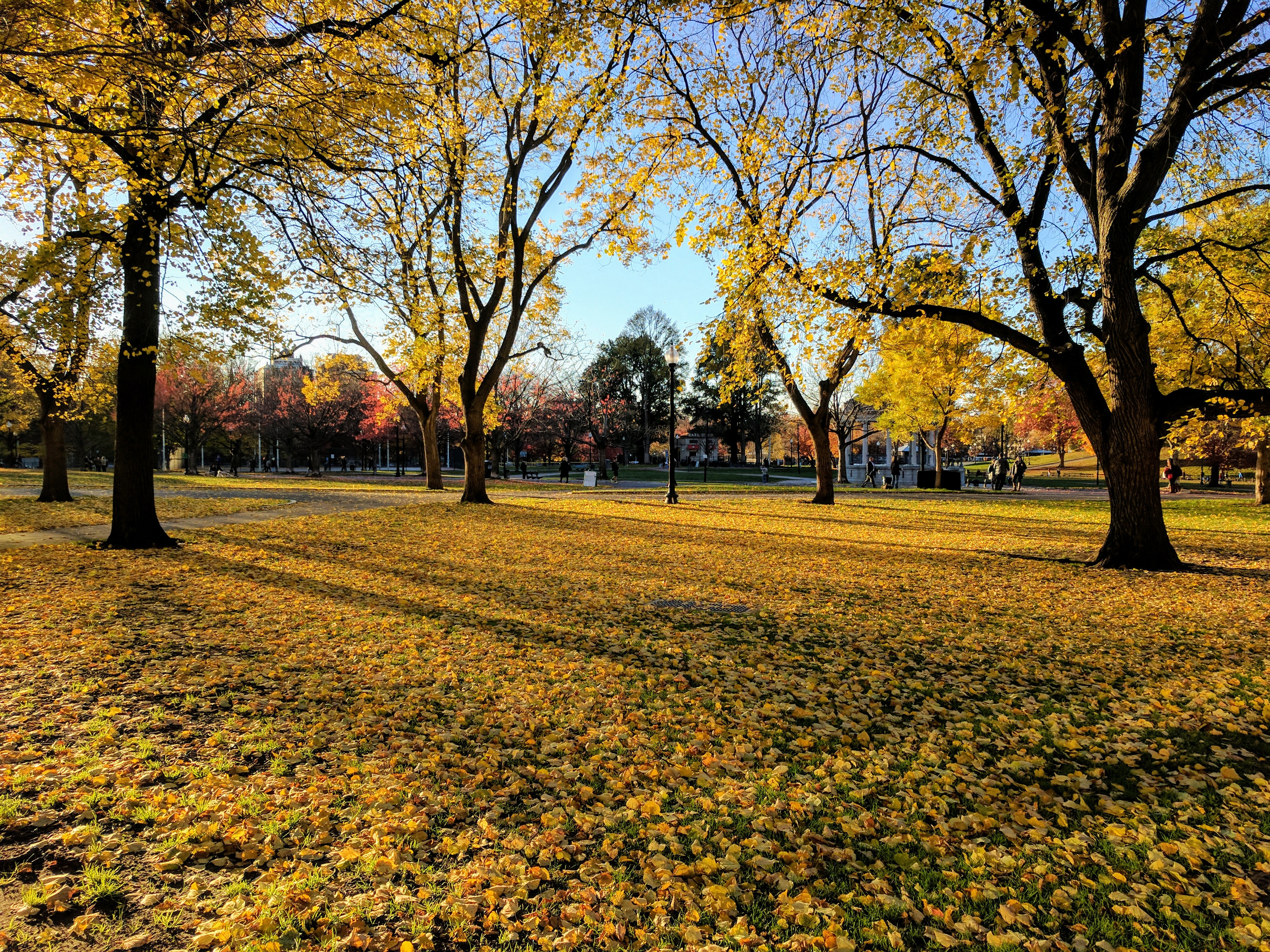
秋のボストン・コモン

### グラウンド
- ビーコン・ヒル南に位置する。
- フリーダムトレイルの南にある。
- ソフトボール球場が南西部にある。
- 西側に芝生が広がり、大規模なイベントは主にここで行われる。地下駐車場がある。1979年10月のヨハネ・パウロ2世ボストン来訪を記念し、花崗岩の記念碑がある。
- 1913年と1986年、8,500年前にはすでにネイティヴ・アメリカンが存在したと示す遺跡が発見された[25]。
- 1917年のハリファックス大爆発でのボストン赤十字社、マサチューセッツ公安委員会による救援への感謝の意を表して、1971年からカナダのノバスコシア州は毎年ボストン市にボストン・クリスマス・ツリーを寄贈している。2003年以降ザ・コモンに設置されている。

### 建造物
- パーク・ストリートとトレモント・ストリートの交差点にある記念碑には以下の文言が記されている:

In or about the year of our Lord One Thousand Six Hundred thirty and four the then present inhabitants of the Town of Boston of whom the Hon John Winthrop Esq Gov of the Colony was Chiefe did treat and agree with Mr William Blackstone for the purchase of his Estate and any Lands living within said neck of Land called Boston after which purchase the Town laid out a plan for a trayning field for which ever since and now is used for that purpose and for the feeding of cattell.
- 1876年、暴風雨により崩壊したニレの巨木を記念する銘板。ボストンの象徴的な木で、著作などに書かれた[26]。
- ロバート・グールド・ショーとアフリカ系アメリカ人による第54マサチューセッツ歩兵連隊の記念碑が北東のビーコン・ストリートとパーク・ストリートの交差点、マサチューセッツ州会議事堂向かいにある。
- 南北戦争で亡くなった者のための戦勝記念塔である陸海軍人記念碑がザ・コモンのフラッグ・スタッフ・ヒルにある。
- ボストン虐殺事件記念碑が1888年11月14日に建てられた。
- 1862年にオナイダ・フットボール・クラブにより全米で初めてフットボールの試合がザ・コモンで行われたことを記念したオナイダ・フットボール記念碑がある[27]。
- 北部に位置するフロッグ・ポンドの池は冬季にアイス・スケートのリンクになる。
- パーク・ストリートとトレモント・ストリートの交差点、パーク・ストリート駅近くにブリュワー・ファウンテンの噴水がある。22-フート-tall (6.7 m)、15,000-ポンド (6,800 kg)の青銅の噴水はパリで鋳造され、ガードナー・ブリュワーから市に寄贈された。1868年6月3日に初めて稼働した。
- 西半球初の地下鉄駅であるボイルストン駅が南角に、パーク・ストリート駅が東角にある。1897年9月1日のトレモント路面電車(現MBTAのグリーン・ライン)開業からほぼ継続して運行を続けている。
- 東側にあるパークマン・バンドスタンドの野外ステージがミュージカルや演劇などに使用される。

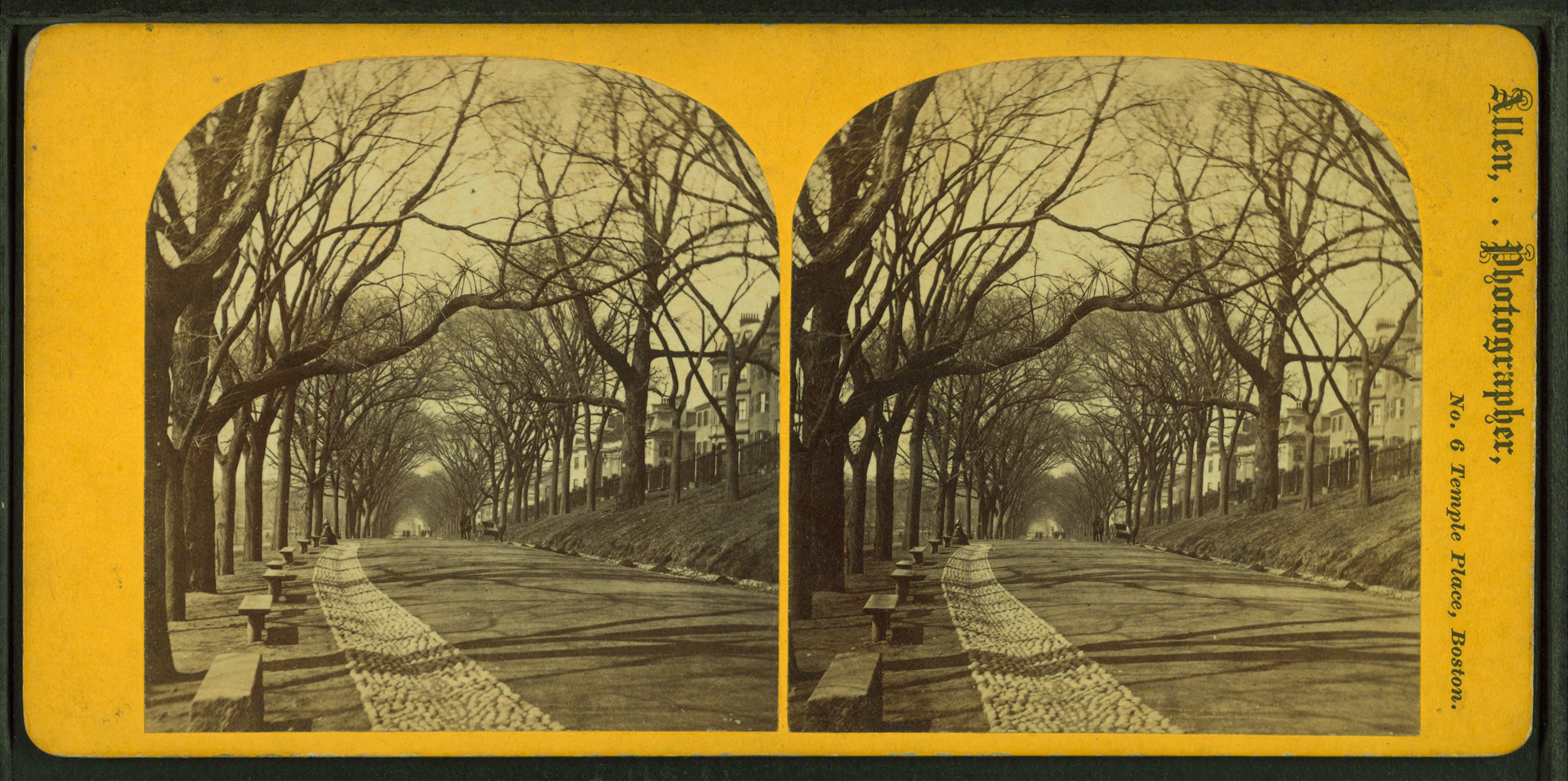
19世紀、ビーコン・ストリート・モール(写真: E・L・アレン)
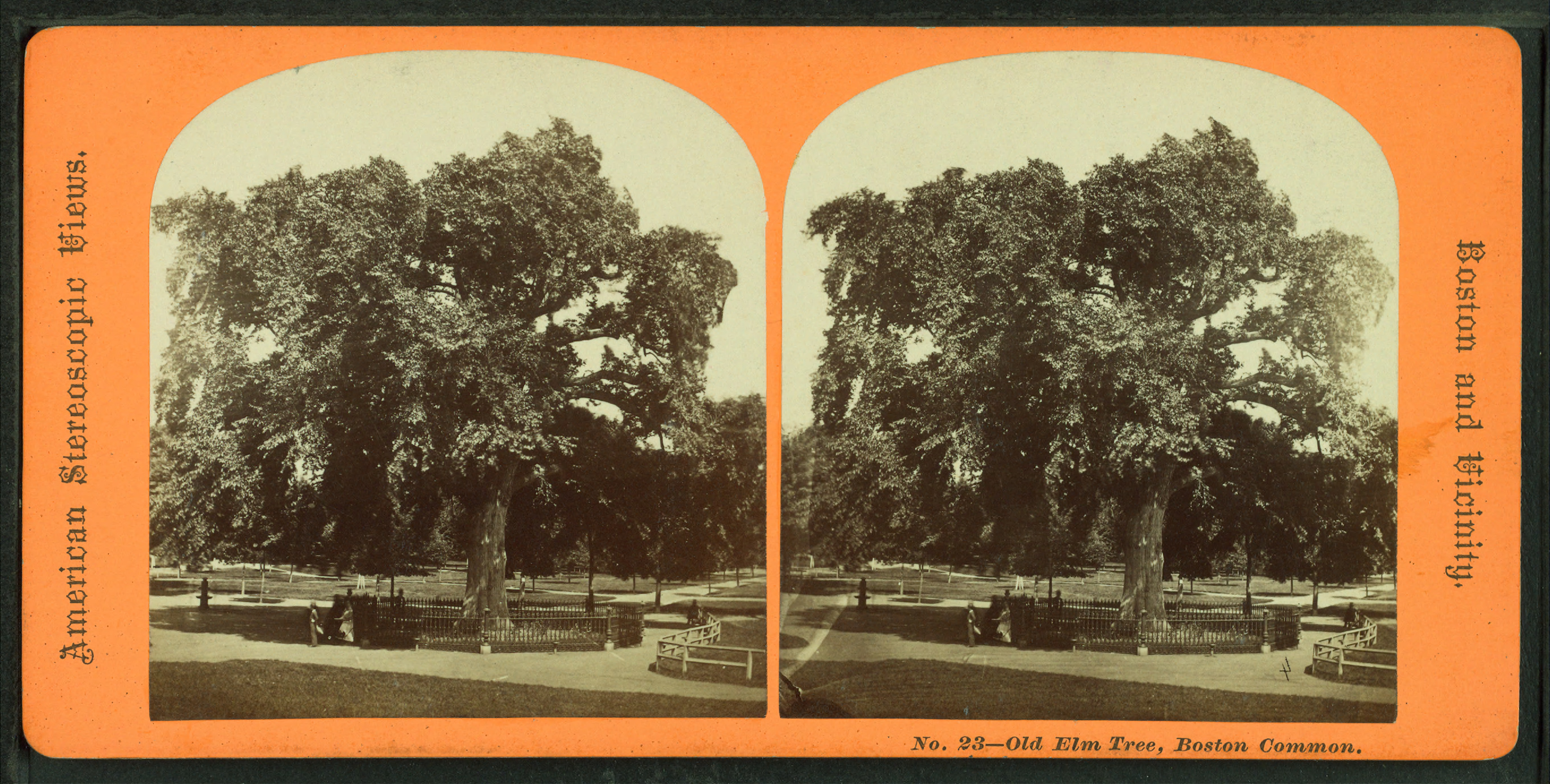
19世紀、オールド・エルムの木
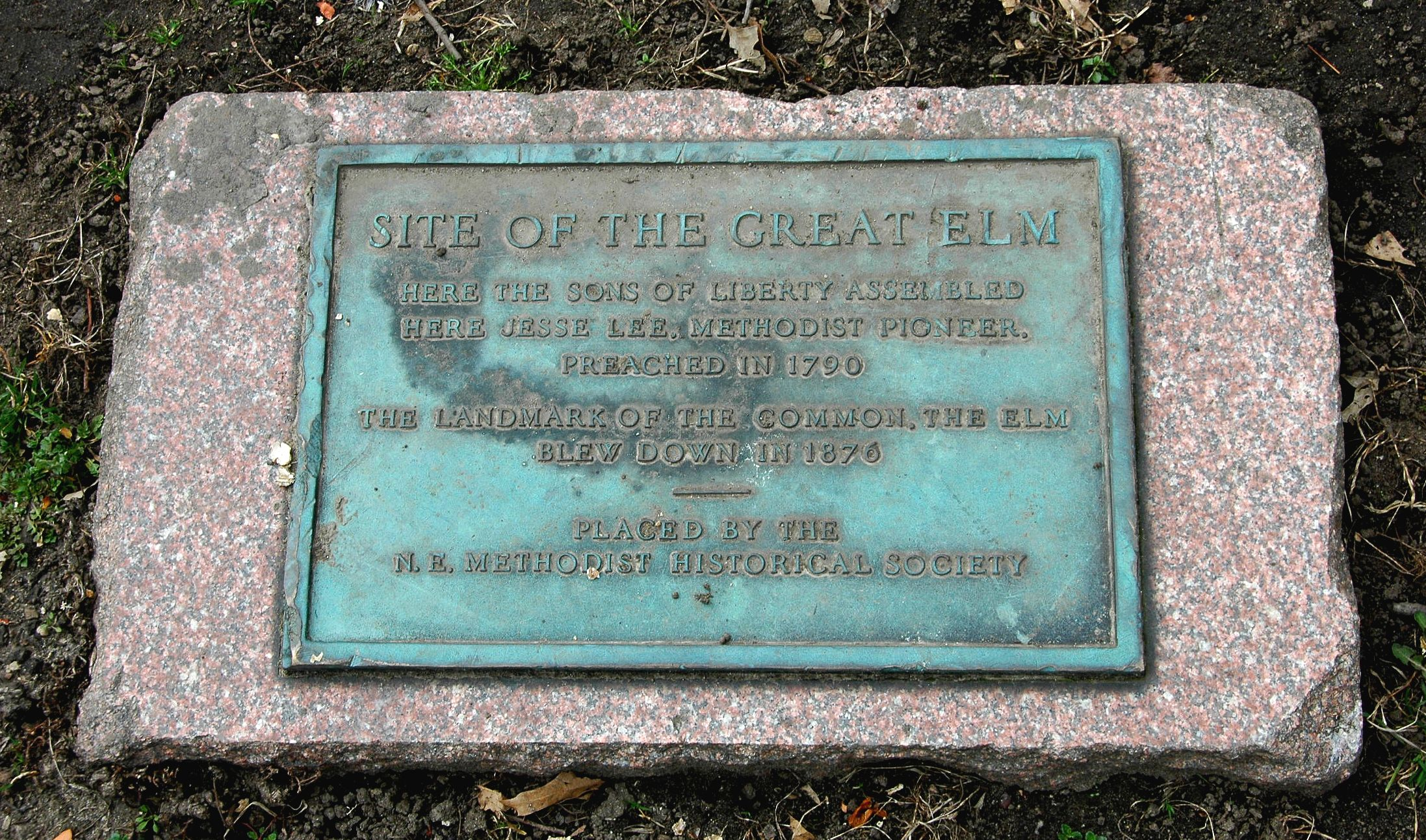
エルムの巨木の銘板
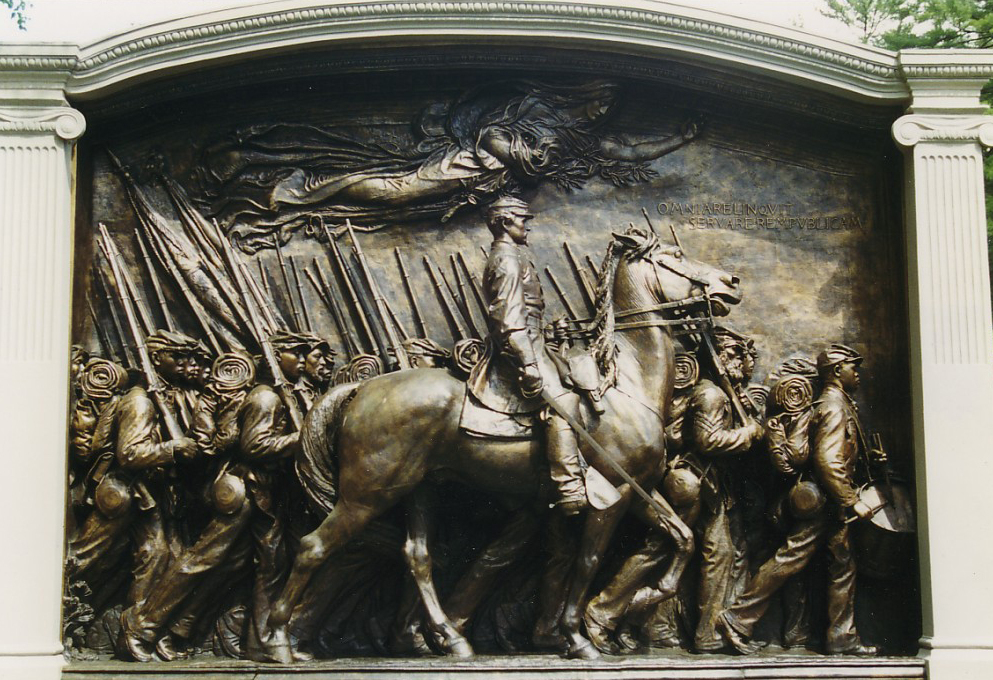
ロバート・グールド・ショーと第54マサチューセッツ歩兵連隊の記念碑
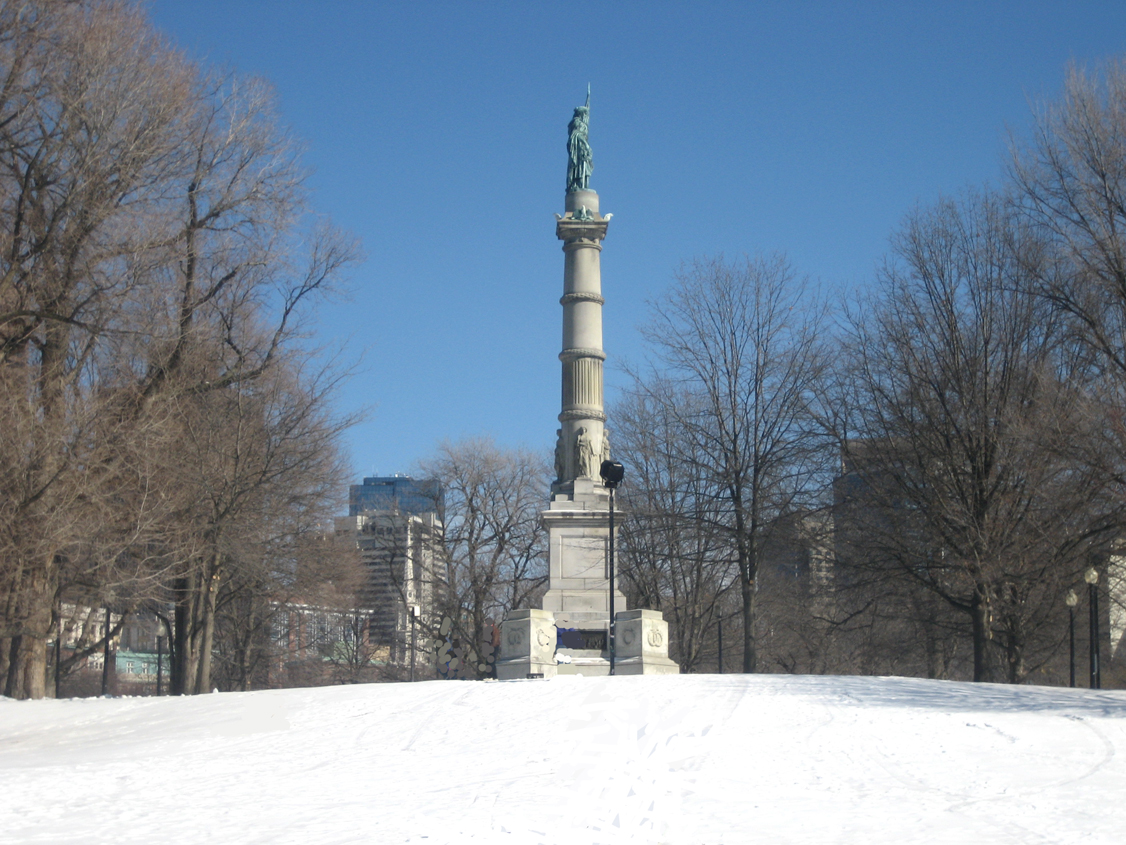
陸海軍人の記念碑
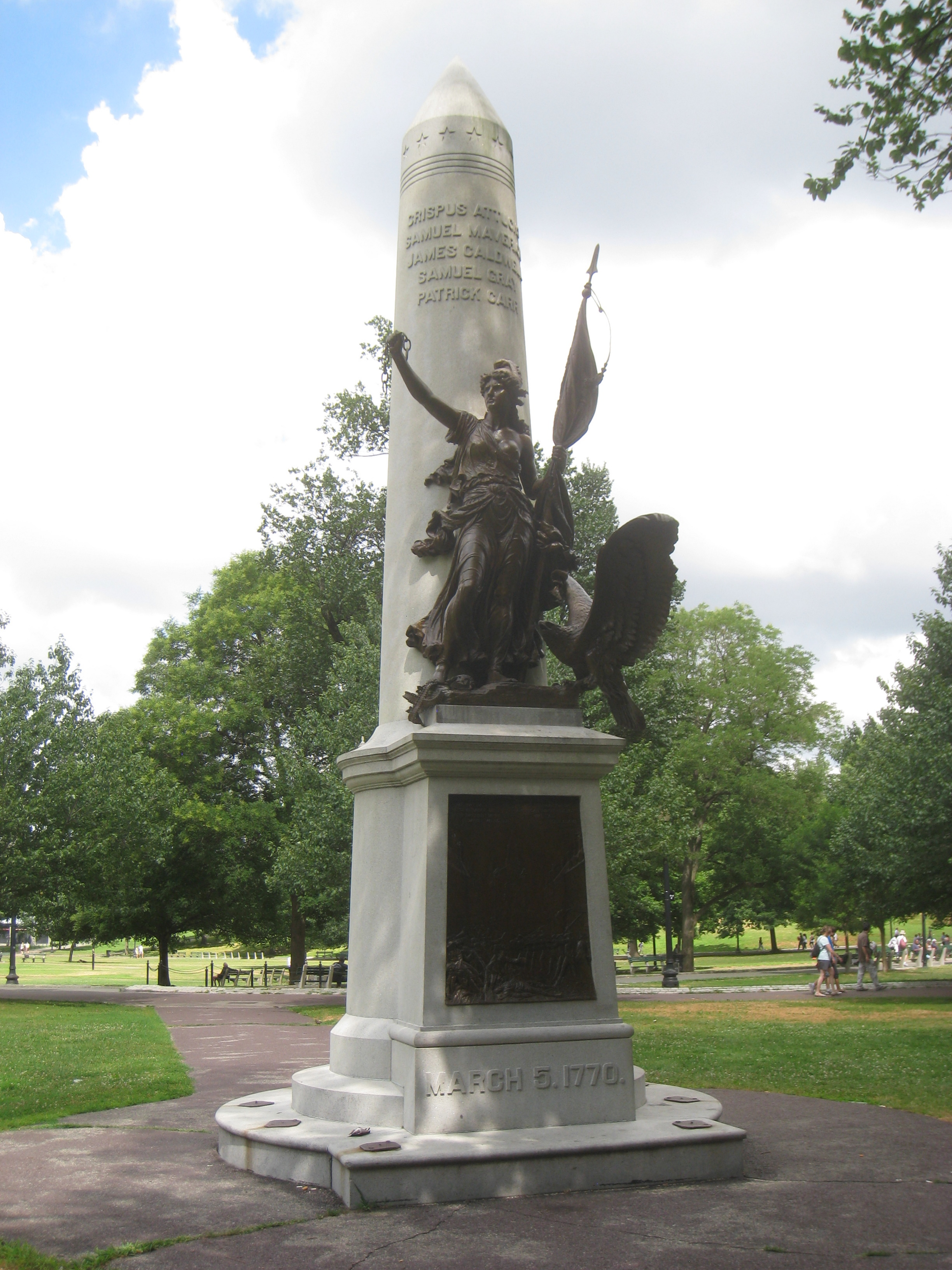
ボストン虐殺事件記念碑
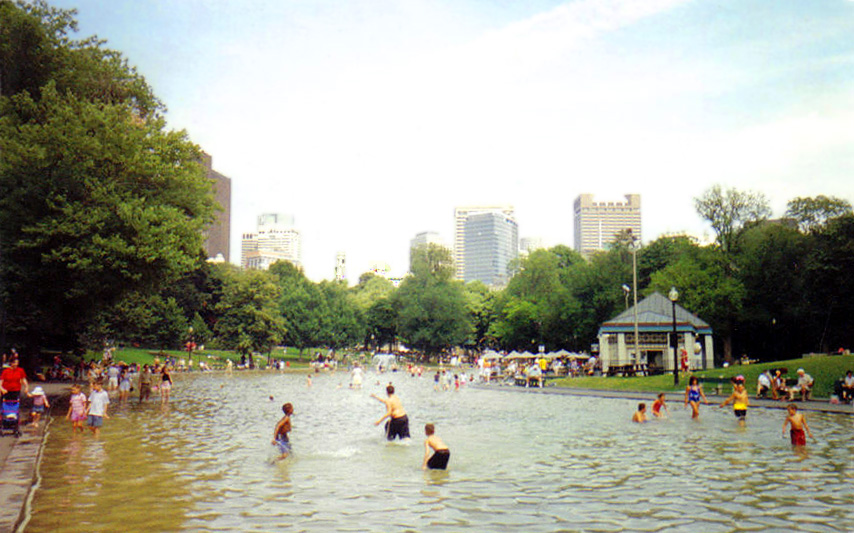
フロッグ・ポンド
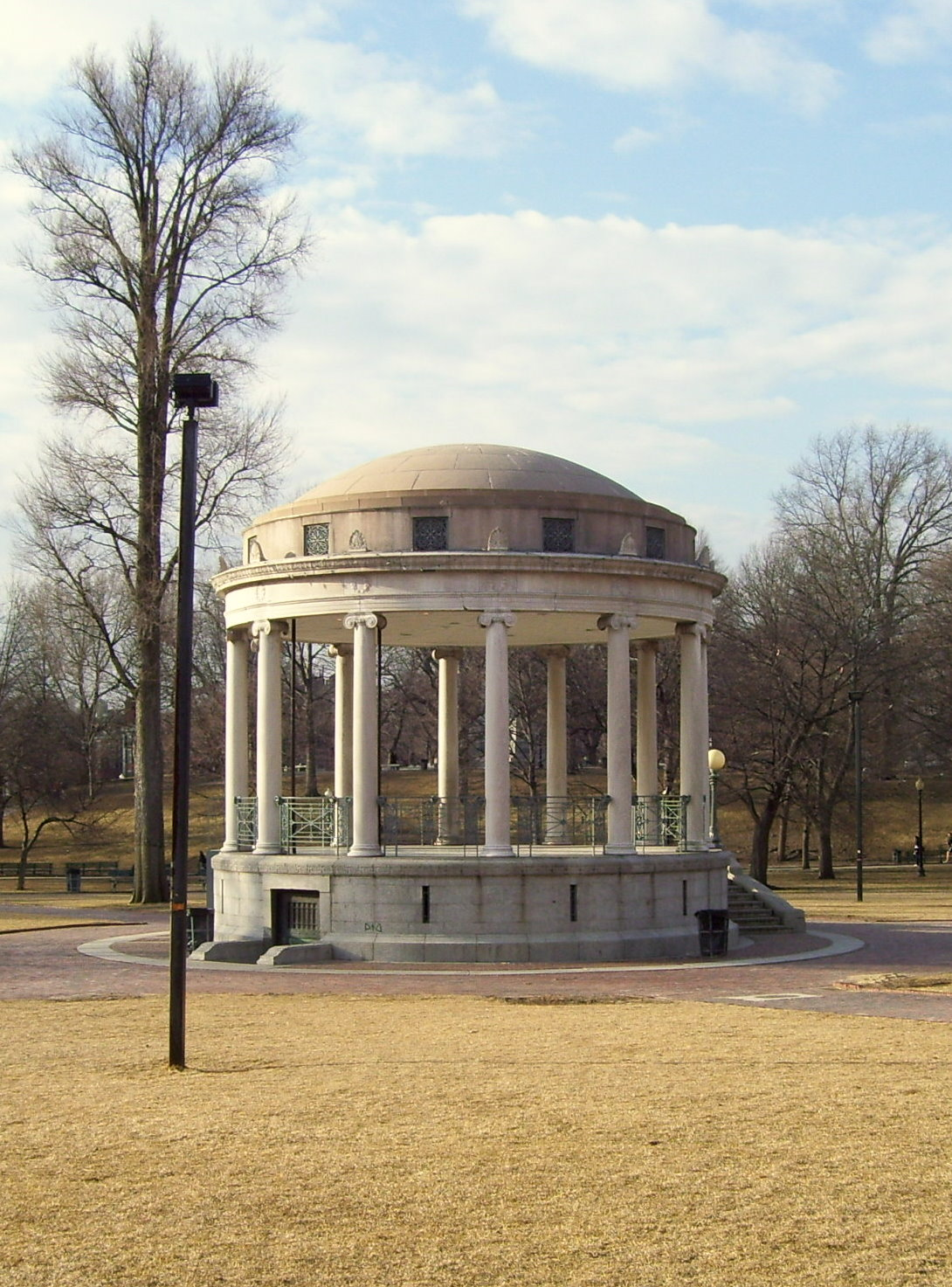
パークマン・バンドスタンド
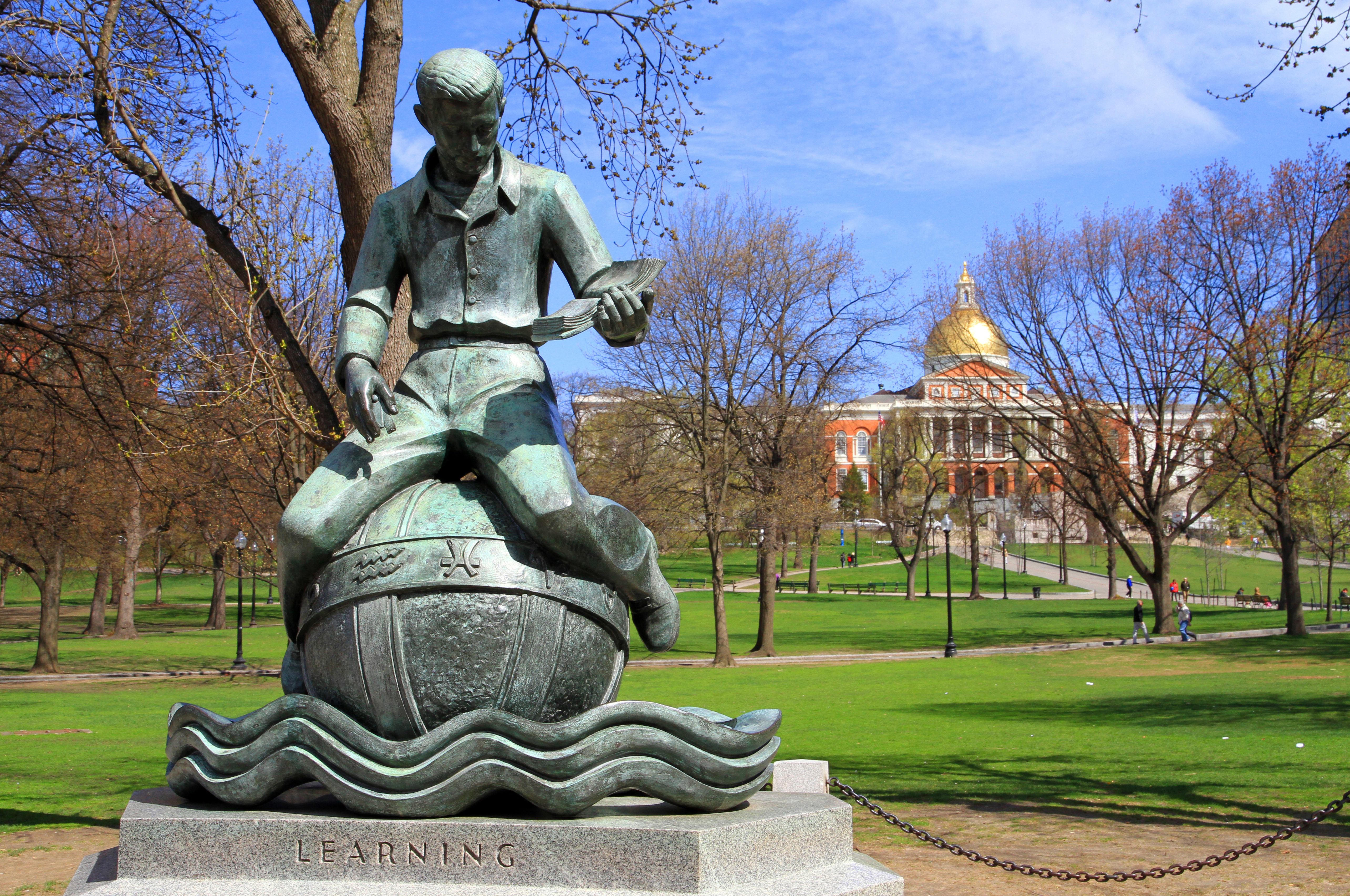
マサチューセッツ州会議事堂
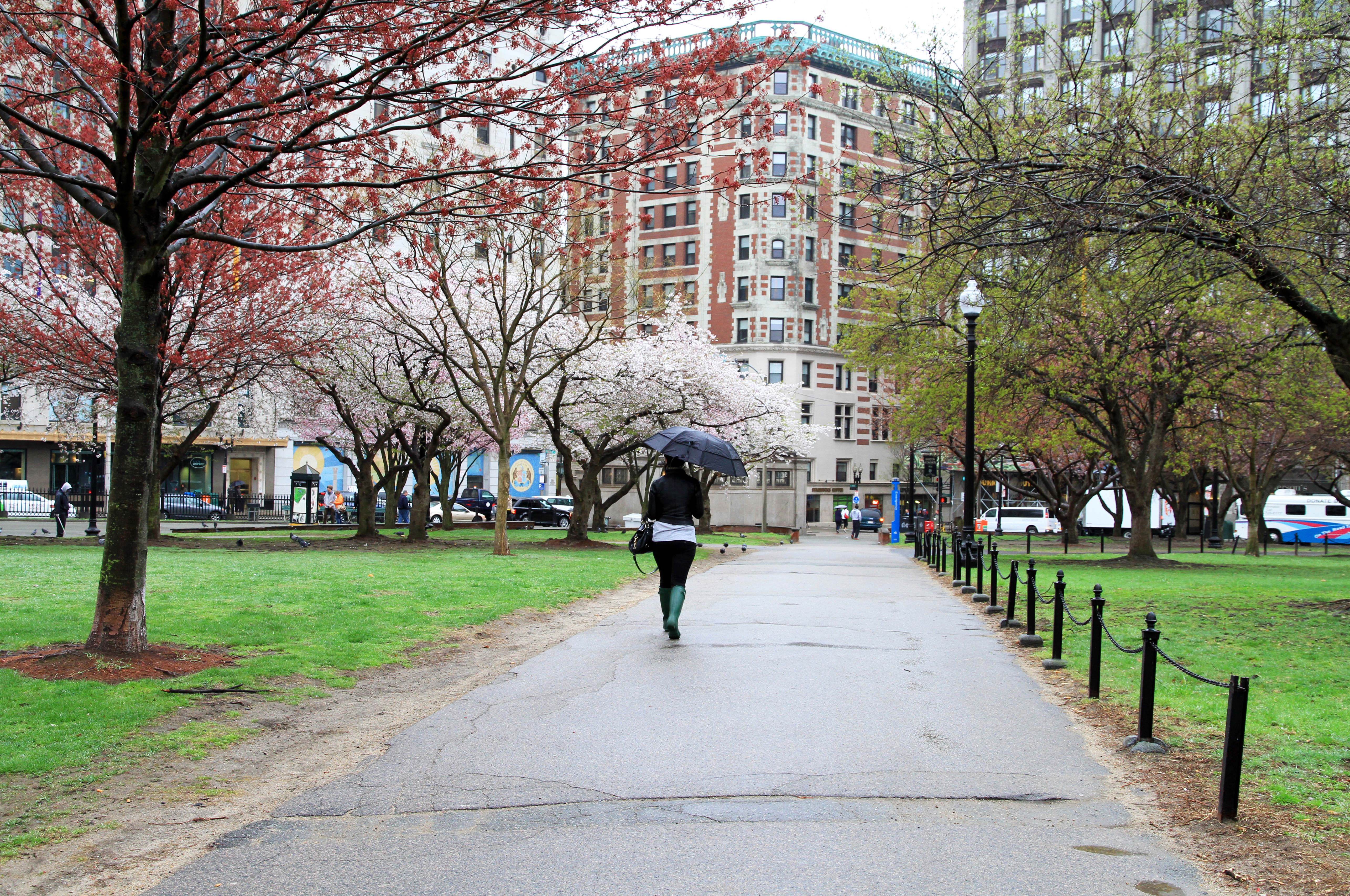
ボイルストン駅
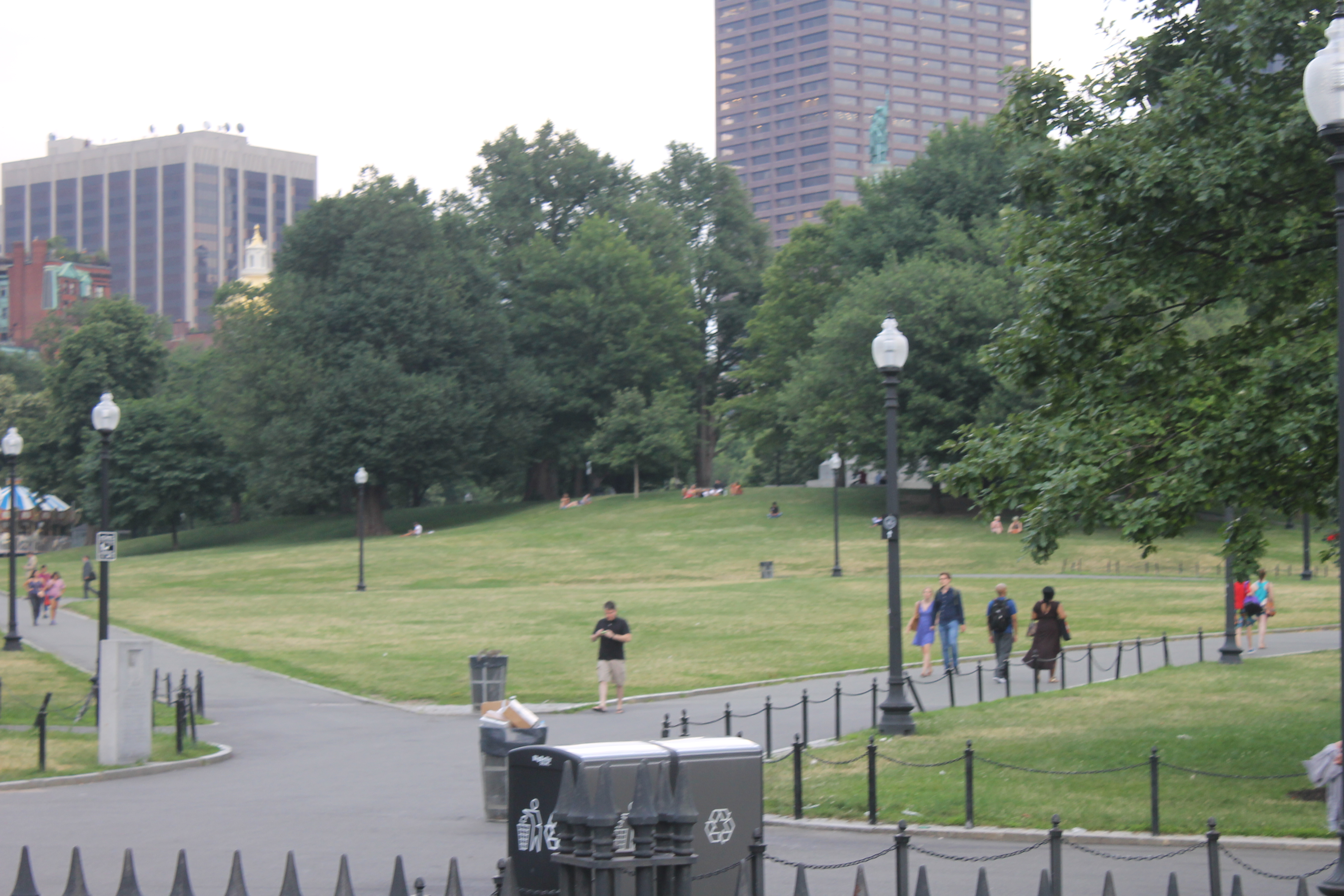
ボストン・コモン

### 近隣の建造物
- マサチューセッツ州会議事堂がザ・コモン北部、ビーコン・ストリートを挟んで向かいにある。
- ボストン・パブリック・ガーデンがザ・コモン西部、チャールズ・ストリートを挟んで向かいにある。当初はザ・コモンの一部であった。
- フリーメイソンのマサチューセッツ州グランド・ロッジ本部がザ・コモン南部、ボイルストン・ストリートとトレモント・ストリートの交差点にある。
- エマーソン大学のキャンパスがザ・コモン南部、ボイルストン・ストリートとトレモント・ストリート沿いに位置する。
- サフォーク大学の寮がザ・コモン南東部、トレモント・ストリート沿いにある。

## 恒例イベント
- コモンウェルス・シェイクスピア・カンパニーによる「シェイクスピア・オン・ザ・コモン」
- ボストン・リリック・オペラによる「アウトドア・オペラ・シリーズ」
- エンシャント・フィッシュワイア・プロジェクトによる展示
- マサチューセッツ大麻解禁同盟によるフリーダム・ラリー
- ノバスコシア州ハリファックスからのボストン・クリスマス・ツリー点灯式
- 年越しの花火